# Bizauerbach
Der Bizauerbach, auch Bizauer Bach, ist ein Gebirgsbach und rechter Zufluss zur Bregenzer Ach im österreichischen Bundesland Vorarlberg. Er liegt im Bregenzerwaldgebirge zwischen dem Hinteregger Grat und der Bizauer Hirschberggruppe. Sein Tal heißt Bizauertal.

## Geographie

### Verlauf
Die Quelle liegt im Gemeindegebiet von Bezau auf ca. 1210 m Höhe bei Gewässerkilometer 10,6 am Hinteregger Grat südwestlich der Sienspitze, unterhalb der Unteren Hintereggalpe.
Bei Gewässerkilometer 9,7 kreuzt der Bach die Straße zum Vorsäß Schönenbach. Ab hier fließt der Bach westwärts durch das Bizauertal und bildet die Grenze zwischen zwei Untergruppen des Bregenzerwaldgebirges, Hinteregger Grat im Norden und Bizauer Hirschberggruppe im Süden. Bei Gewässerkilometer 3,8 erreicht er das Siedlungsgebiet von Bizau. Ab hier ist das Gefälle sehr gering. Bei Gewässerkilometer 0,8 liegt das Moorbad Bad Reuthe. Südlich davon ist das Bizauer Moos, ein Moorgebiet, das teilweise unter Schutz steht. Der geschützte Teil ist das Moorgebiet Bizau-Stocka-Untere Moos. An einer markanten Windung der Bregenzer Ach bei Gewässerkilometer 37 mündet der Bach im Gebiet von Reuthe.

### Zuflüsse
(Von der Quelle bis zur Mündung. Namen und Längen (auf eine Nachkommastelle gerundet) nach dem  Vorarlberg Atlas)
- Rüscheregraben (rechts), 1,2 km
- Hansoseflesgraben (rechts), 0,6 km
- Fützentalbach (links), 0,8 km
- Sifratshüttergraben (rechts), 0,9 km
- Gschwindegraben (rechts), 0,9 km
- Tutschagraben (rechts), 0,9 km
- Unterbodengraben (rechts), 0,3 km
- Unter Ablisbodenbach (links), 0,9 km
- Löffelauergraben (rechts), 0,4 km
- Nautergraben (rechts), 0,4 km
- Hintereggergraben (rechts), 0,8 km
- Jusselgraben (rechts), 0,5 km
- Spierlinggraben (links), 0,9 km
- Sueggergraben (rechts), 0,2 km
- Faltabach (rechts), 0,9 km
- Erlensackergraben (rechts), 1,1 km
- Quellenstockergraben (links), 0,5 km
- Mühltobelbach (rechts), 0,2 km
- Weiherbach (links), 1,2 km
- Koosbach (rechts), 0,3 km
- Hettbach (Hüttbach, Ulvenbach) (links), 6,6 km

## Geschichte und Hochwasserereignisse
Der Bizauerbach hat in den Jahren 1798, 1809, 1826, 1852, 1867, 1880, 1897, 1901, 1910, 1935, 1967, 1990, 1995, 1999, 2000 und 2005 durch Hochwasser teils große Schäden in Bizau und Reuthe verursacht. Die Wildbach- und Lawinenverbauung errichtete daher umfangreiche Verbauungen. 1904 wurde bereits die erste Regulierung durchgeführt. 1922 wurde ein kleines Wasserkraftwerk errichtet, das der heimischen Bevölkerung zum ersten Mal elektrischen Strom lieferte. Am 20. Februar 1987 ereignete sich im rechtsufrigen Hangbereich zwischen hm 17,66 und hm 17,87 eine Felsgleitung während stattfindender Verbauungsarbeiten. Es wurden fünf Arbeiter von den Erd- und Gesteinsmassen verschüttet und getötet.

## Tourismus
Entlang des Baches sind Wanderwege und Winterwanderwege. Auch eine Langlaufloipe ist im Unterlauf vorhanden.